# Maison de la Reine
Ne doit pas être confondu avec Maison de la Reine (France).

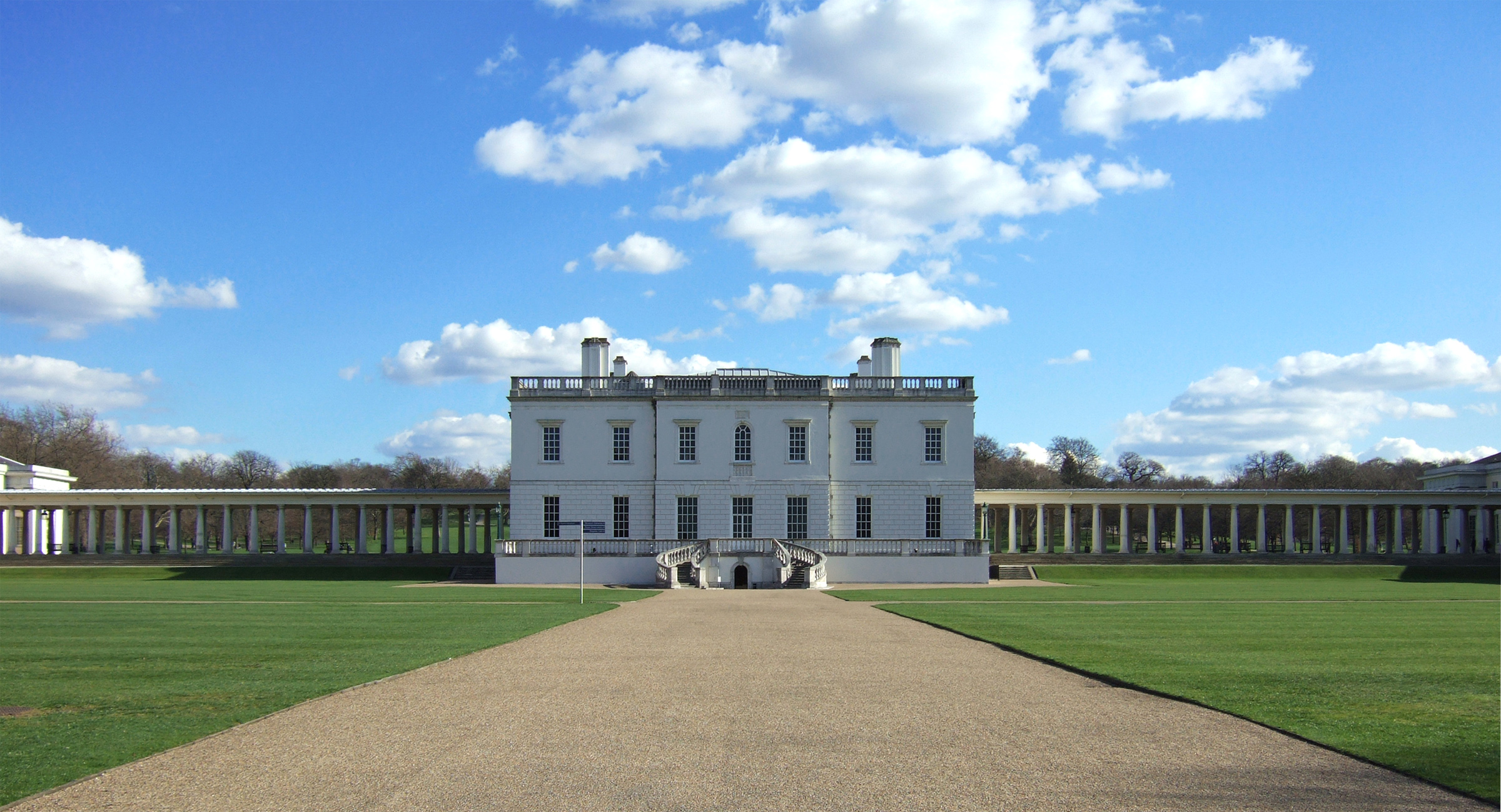
Maison de la Reine

La Maison de la Reine (Queen's House en anglais), à Greenwich, construite de 1614 à 1617 a été conçue par l'architecte Inigo Jones, au début de sa carrière, pour la reine Anne de Danemark, épouse du roi Jacques Ier d’Angleterre. Elle a été modifiée et terminée par Jones, dans une deuxième campagne de construction vers 1635 pour la reine Henriette-Marie de France, épouse du roi Charles Ier.

## Historique
La Maison de la Reine est un des bâtiments les plus importants dans l'histoire de l'architecture britannique, étant le premier à avoir été construit de façon consciemment classique en Grande-Bretagne. C'était le premier travail important que l'on eût confié à Jones après qu'il fut revenu de son Grand Tour de 1613-1615 consacré à l'architecture romaine, renaissante et palladienne en Italie.
Certains bâtiments anglais plus anciens, comme Longleat, avaient fait des emprunts au style classique, mais en se limitant à de petits détails et en ne l'appliquant pas de façon systématique. La forme de ces bâtiments n'était pas non plus inspirée par une compréhension de l'héritage classique. À son époque la Chambre de la Reine apparut révolutionnaire aux yeux des Anglais.
On attribue à Jones l'introduction du palladianisme avec la construction de cette Maison de la Reine. Elle s'écarte cependant des contraintes mathématiques de Palladio et il est probable que le précédent le plus proche de son plan en forme de H, à cheval sur une route, est la Villa Médicis à Poggio a Caiano, œuvre de Giuliano da Sangallo. Aujourd'hui c'est un monument à la fois classé et protégé, et son statut inclut la vue axiale sur la Tamise large de 115 pieds.
Le Queen's House abrite avec le Old Royal Naval College (devenu le Greenwich Hospital), le National Maritime Museum.

## La demeure auXVIIesiècle

### L'architecture extérieure: 1616 - 1619

#### Premier projet d’Inigo Jones
Inigo Jones est appelé par la reine pour élaborer un stand (petit pavillon installé sur un parc, pour suivre la chasse, regarder les courses de chiens, prendre la collation) dans les jardins de Greenwich, demeure royale. Le dessin du premier projet montre l’édifice vu de profil, à cheval sur la route par un passage voûté.  L’usage d’une grande serlienne surmontée d’un fronton triangulaire, d’arcades sur les avant-corps situés aux extrémités rend compte de l’intégration d’un vocabulaire palladien. Cette élévation italianisante est en rupture avec l'architecture jacobéenne qui se développe dans la sphère privée. 

#### Second projet
Dessiné par John Webb, le second projet reprend le premier et le modifie. La symétrie est mise à mal par l’intégration d’une loggia dans le volume de l’aile de la façade sud alors que l’autre façade du bâtiment a conservé ses colonnes.
L’élévation reste modeste avec deux niveaux et cinq travées d’ouverture. Le dessin montre un rez-de-chaussée à bossage qui forme un socle, une porte centrale cintrée et des fenêtres latérales rectangulaires, l’ensemble surmonté de grands claveaux. Au premier niveau, le pavillon est ouvert en son centre par un portique à colonnes, avec des baies rectangulaires surmontées de simples corniches. Ce dessin est tellement italianisant qu’il sera considéré comme de Palladio lui-même. Au XVIIIe siècle, il est copié comme un dessin de Palladio, qui n’a pourtant jamais dessiné de façades de cette façon, comme le montrent les dessins tirés du Livre II de Quatre livres de l'architecture  (présentant des projets de villa). Certes, le caractère de pavillon (portique à fronton et colonnes) donne à la composition de Jones et de Webb un caractère de villa. En revanche, le traitement de la paroi et le rapport de l’ordre au mur sont différents de la manière de Palladio.
Les apparentements avec Palladio sont flagrants sur son dessin pour le palais Porto à Vicence, dessin qu’achète Jones lors de son voyage en Italie. Il présente une élévation de palais d'après Bramante : le rez-de-chaussée forme socle à bossage, un ordre embrasse le premier étage et un demi étage au-dessus, et un toit dissimulé au sommet. On retrouve des similarités entre leurs dessins :
- Les ouvertures du rez-de-chaussée: grande baie centrale cintrée avec baies rectangulaires latérales.
- Principe de la grande baie rectangulaire à fronton au premier étage. 
Jones y a bien puisé son inspiration en donnant la silhouette d’une villa à sa construction ; mais en traitant l’ordonnance comme celle d’un palais. En mélangeant cela, il invente quelque chose de complètement nouveau. 
Le plan bâtiment du bâtiment définitif est adopté dès le début de la construction en 1616 (les recherches sur fondations n’ont pas montré de transformations).  On suppose donc que c’est en 1616 qu’a été conçu le hall, carré et ceinturé de galeries, dépourvu des éléments traditionnels des hall anglais comme l'écran, la cheminée, l'oriel et la tribune.

Bien peu sera achevé sous le règne de Jacques Ier d'Angleterre. La reine Anne de Danemark tombe malade en 1618 et meurt en 1619 : les travaux sont interrompus. À cette date, le pavillon est à peine sorti de terre.

## Distribution intérieure et décors

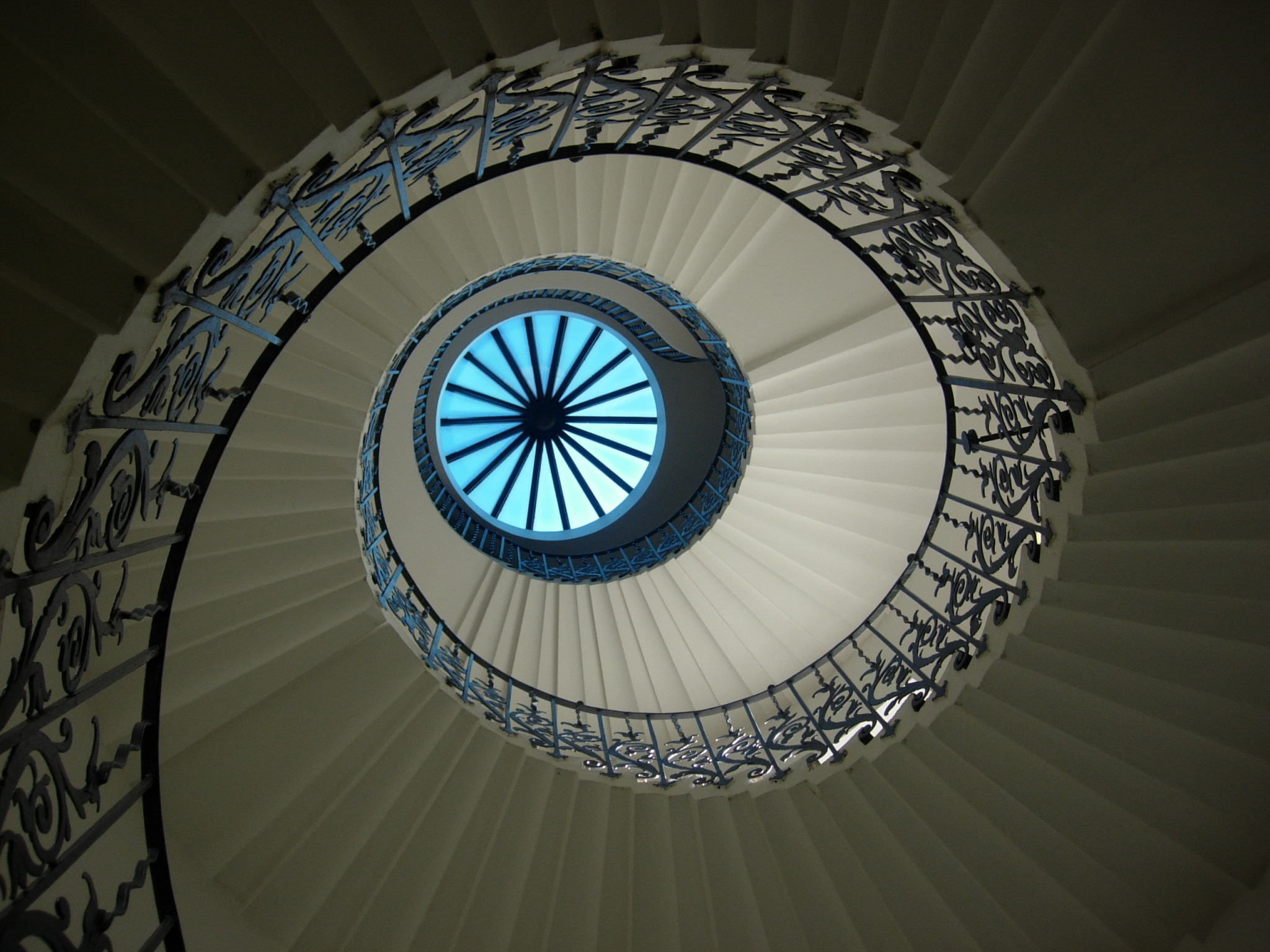
Photo de l'escalier Tulip

La première pièce de l'édifice est la Grande Salle. Cette salle possède une forme de cube parfaitement symétrique qui mesure 12m de long, et est composée d'une galerie au premier étage qui permet d’ouvrir la salle sur d’autres pièces. Le sol de cette grande salle est agrémenté de marbre noir et blanc, posé lors de la deuxième phase de construction, et qui fait résonance avec la composition des carrés et des cercles au plafond. 
Inigo Jones érige une villa de campagne selon les procédés évoqués par Andrea Palladio et par les architectes italiens de la Renaissance. En effet, la villa se situe en hauteur et fait face à un immense parc de chasse. D’autres éléments de la Renaissance italienne viennent ponctuer l’intérieur de l’édifice tel que le plafond peint de la chambre de la reine Henriette Marie de France qui relève du style grotesque, souvent employé par les artistes italiens.
Le célèbre escalier Tulip en colimaçon doit son nom aux tulipes en fer forgé bleues qui agrémentent la rampe. Il monte vers un plafond de verre donnant ainsi une source importante de luminosité. Cette réalisation est le premier escalier géométrique sans support central construit en Angleterre. L’escalier est probablement inspiré de l’escalier ovale du monastère Sainte-Marie de la Charité à Venise réalisé par Andrea Palladio.